# آریچا
آریچا (به ایتالیایی: Ariccia) یک کومونه در ایتالیا است که در استان رم واقع شده‌است.

## خصوصیات
آریچا ۱۸ کیلومترمربع مساحت و ۱۸٬۳۸۱ نفر جمعیت دارد و ۴۱۲ متر بالاتر از سطح دریا واقع شده‌است.

## خواهرخوانده
شهرهای لیشتنفلز، بایرن، Cournon-d'Auvergne و Prestwick خواهرخوانده‌های آریچا هستند.

## تاریخ
در دوران باستان نام شهر Aricia (آریکیا) بود.
طبق نوشته‌های تیتوس لیویوس، صاحب کتاب از پیدایش روم، در سال ۵۰۸ قبل از میلاد، لارس پورسنا، پادشاهِ شهرِ اتروسکیِ کلوسیوم، به شهر روم لشکر کشید تا جمهوری روم را براندازد و لوکیوس تارکوئینیوس متکبر، هفتمین و آخرین شاه روم، را به تاج‌وتخت روم برگردانَد. لیکن او تحت‌تأثیر شهامت و فداکاری رومیانی چون کوکلس، اسکایه‌ولا و کلوئلیا قرار گرفت و از محاصره‌ی روم منصرف شد و با ایشان صلح کرد. بعد قسمتی از سپاه را به فرماندهی پسرش آرونس برای تصرف آریکیا فرستاد. اهالی آریکیا از لاتینان و مردم کومای کمک خواستند. چون قوای کمکی رسیدند، جملگی در میدان نبرد با سپاه اتروسکان رویارو شدند. اتروسکان نخست سپاه آریکیا را هزیمت کردند. لیکن نیروهای کومای حیله‌ای به‌کار بستند: از جنگ کنار کشیدند و گذاشتند تا اتروسکان پیش بروند؛ سپس از عقب بر آنان تاختند و سپاهشان را تارومار کردند. آرونس نیز کشته شد.